# オランダの州章一覧
オランダの州章一覧(オランダのしゅうしょういちらん)

ドレンテ州の州章
フレヴォラント州の州章
フリースラント州の州章
ヘルダーラント州の州章
フローニンゲン州の州章
リンブルフ州の州章
北ブラバント州の州章
北ホラント州の州章
オーファーアイセル州の州章
南ホラント州の州章
ユトレヒト州の州章
ゼーラント州の州章